# ویشوویتسه
ویشوویتسه (به چکی: Výšovice) یک منطقهٔ مسکونی در جمهوری چک است که در شهرستان پروستییوف واقع شده‌است.
 ویشوویتسه ۵٫۹۲ کیلومتر مربع مساحت و ۴۶۴ نفر جمعیت دارد و ۲۲۴ متر بالاتر از سطح دریا واقع شده‌است.